# Tracy-Bocage
Tracy-Bocage er en kommune i Calvados departmentet i Basse-Normandie regionen i det nordvestlige Frankrig.

## Seværdigheder og monumenter
- Kirken Saint-Raven-et-Saint-Rasiphe fra 13. – 15. århundrede.
- Herregård.

- Kirken
- Kirken fra en anden vinkel
- Monumentet for de døde
- Brøndene